# Aldingen
Aldingen là một đô thị ở bang Baden-Württemberg thuộc nước Đức. Đô thị này có diện tích 22,17 km², dân số thời điểm 31 tháng 12 năm 2006 là 7594 người. Thị xã thuộc huyện Tuttlingen, nằm giữa Stuttgart và hồ Constance. Aldingen toạ lạc ở chân núi Swabian Alb bên sông Prim.
Berchtold Haller, sinh ra ở Aldingen. David G. Jüngling, người sáng lập hãng bia Yuengling ở Pennsylvania, đã sinh sống ở Aldingen trước khi di cư đến Hoa Kỳ.